# Psychoda spondea
Psychoda spondea är en tvåvingeart som beskrevs av Quate 1996. Psychoda spondea ingår i släktet Psychoda, och familjen fjärilsmyggor.
Artens utbredningsområde är Costa Rica. Inga underarter finns listade i Catalogue of Life.